# Дулькевич, Александра
Алекса́ндра Мари́я Дульке́вич (пол. Aleksandra Maria Dulkiewicz; род. 10 июля 1979, Гданьск) — польский политический деятель, президент города Гданьска с 11 марта 2019 года.

## Биография
В 1994 году окончила школу № 50 имени Эмилии Плятер в Гданьске, а в 1999 году — III общеобразовательный лицей имени героев Вестерплатте. В 2006 году получила юридическое образование в Гданьском университете. В 2004—2006 годах училась на юридическом факультете Зальцбургского университета.
Свою политическую карьеру начинала в Консервативной народной партии и её молодёжной организации. Участвовала в избирательной кампании Ханны Гронкевич-Вальц. С 2000 года работала над организацией «Гданського Ареопага». Участвовала в подготовке к проведению Евро-2012 в Гданьске. Работала в Европейском центре Солидарности и Гданьской агенции экономического развития Invest. Была помощницей Павла Адамовича и председателем фракции «Гражданской платформы» в городском совете Гданьска.
С 17 марта 2017 по 14 января 2019 — заместитель президента Гданьска по экономической политике. Во время выборов органов самоуправления в 2018 году возглавляла предвыборный штаб Павла Адамовича.
После убийства Павла Адамовича начала исполнять обязанности президента города. 17 января 2019 года премьер-министр Польши Матеуш Моравецкий официально назначил её комиссаром (исполняющей обязанности президента) Гданьска до вступления в должность нового избранного президента.
Победила на досрочных выборах президента Гданьска 3 марта 2019 года, набрав 139 790 голосов (82,22 %). 11 марта вступила в должность, став первой женщиной во главе этого города.

## Личная жизнь
Предки Александры Дулькевич переселились в Гданьск после окончания Второй мировой войны. Родилась в семье Збигнева Дулькевича (1949—2002) и Изабеллы (в девичестве Лось; род. 1953). Во времена ПНР её родители были связаны с антикоммунистическим подпольем («Движение Молодой Польши»). Имеет дочь Софию (род. 2008).